# Johannes Meyer (acteur)
Pour les articles homonymes, voir Meyer et Johannes Meyer.
Johannes Meyer est un acteur danois, né le 28 mai 1884 à Skodsborg (en), et mort le 4 novembre 1972 à Copenhague.

## Filmographie partielle
- 1920 : Pages arrachées au livre de Satan (Blade af Satans bog) de Carl Theodor Dreyer
- 1922 : Aimez-vous les uns les autres (Die Gezeichneten) de Carl Theodor Dreyer
- 1925 : Le Maître du logis (Du skal aere din hustru) de Carl Theodor Dreyer
- 1933 : De blaa drenge de George Schnéevoigt
- 1942 : Princesse des faubourgs (Afsporet) de Bodil Ipsen et Lau Lauritzen Jr. :
- 1948 : Hvor er far? de Charles Tharnæs
- 1951 : Fra den gamle købmandsgård de Svend Methling (da) et Annelise Reenberg
- 1967 : La Mante rouge (Den røde kappe), de Gabriel Axel